# Тербон (Орегон)
Тербон (енгл. Terrebonne) насељено је место без административног статуса у америчкој савезној држави Орегон.

## Демографија
По попису из 2010. године број становника је 1.257, што је 212 (-14,4%) становника мање него 2000. године.
| Група             | 2000.         | 2010.         |
| Белци             | 1.359 (92,5%) | 1.095 (87,1%) |
| Афроамериканци    | 1 (0,1%)      | 5 (0,4%)      |
| Азијати           | 2 (0,1%)      | 5 (0,4%)      |
| Хиспаноамериканци | 67 (4,6%)     | 111 (8,8%)    |
| Укупно            | 1.469         | 1.257         |